# گمینا خروبیشوو
گمینا خروبیشوو (به لهستانی:  Gmina Hrubieszów) یک گمینا در لهستان است که در شهرستان خروبیشوف واقع شده‌است. گمینا خروبیشوو ۲۵۹٫۲ کیلومتر مربع مساحت و ۱۰٬۳۸۲ نفر جمعیت دارد.